# جامعة أم القيوين
جامعة أم القيوين هي مؤسسة حكومية للتعليم العالي في أم القيوين، الإمارات العربية المتحدة.
تأسست جامعة أم القيوين عام 2012 كأول جامعة في الإمارة. وقد بدأت من خلال الكلية الإماراتية الكندية الجامعية  لتصبح جامعة برعاية الشيخ سعود بن راشد المعلا حاكم أم القيوين. تقع الجامعة على شارع المعلا وتضم الكليات التالية:
- كلية إدارة الأعمال
- كلية الآداب والعلوم
- كلية الاتصال الجماهيري
- كلية الحقوق